# Controlo remoto

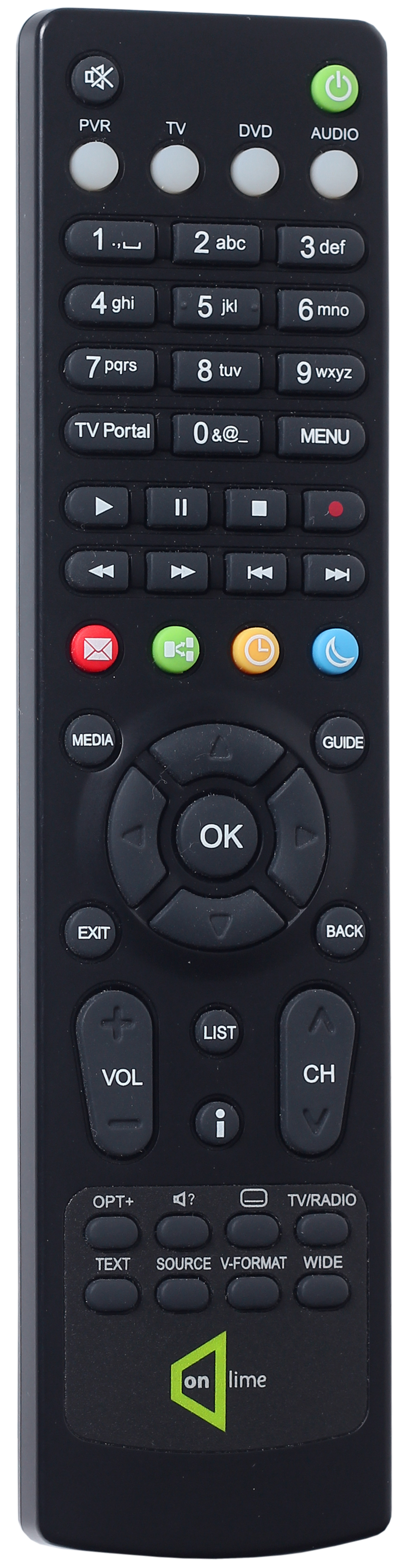
Controle remoto de uma televisão.

Em eletrônica de consumo, controle remoto (português brasileiro) ou controlo remoto (português europeu), telecomando ou ainda comando à distância é um aparelho utilizado para realizar uma operação remota a um dispositivo eletrônico.
O termo é mais utilizado para referir o controle remoto de uma televisão. Porém utiliza-se a técnica de controle remoto em diversos meios como aeromodelismo, ar-condicionado, automodelismo, automodelismo elétrico, nautimodelismo, portões elétricos e vídeo games.
Atualmente o controle remoto mais sofisticado pode ser baseado em software, uma vez que podemos comandar remotamente qualquer equipamento conectado à internet ou a uma interface de telefone celular, desde que tenhamos instalado hardware e software capazes de interpretar os comandos recebidos e transformá-los em ações. Neste caso, de posse de um telefone celular, temos um controle remoto universal de alcance intercontinental.
Para poder ligar aparelhos remotamente, estes devem estar parcialmente ligados a todo o tempo, consumindo sua energia stand-by.

## História
O primeiro controle remoto para controlar uma televisão foi desenvolvido pela Zenith Radio Corporation em 1950, com a autoria dada ao engenheiro Eugene Polley, sendo este aparelho com fio. O primeiro controle sem fio veio em 1956 pela mesma empresa, utilizava sistema de ultrassom para se comunicar a televisão que tinha um microfone, sendo utilizado até a década de 1970 quando começaram a aparecer os controles remotos com comunicação via infravermelho. Também podem ser encontrados controles remotos que funcionem via Bluetooth, esses controles diminuem a dependência de estarem apontados ao dispositivo para funcionarem.

## Técnica

O diodo infravermelho modula a uma velocidade correspondente a uma função particular. Quando visto através de uma câmera digital, o diodo aparece numa cor roxa.

Um controle remoto pode utilizar vários meios de comunicação, entre eles a irradiação de infravermelho, ondas de rádio, redes de energia elétrica, entre outros.
A tecnologia principal usada por controles remotos é a radiação infravermelha. A interação com os botões do aparelho causam a emissão de luz infravermelha (que é invisível ao olho humano), que se comunica com o aparelho a ser controlado. Os diferentes pulsos de luz infravermelha são únicos para cada botão, podendo ser distinguidos pelo dispositivo. 
A transmissão geralmente é feita através de um diodo emissor de luz (LED), sendo usado para apontar para o aparelho que será controlado.

## Uso

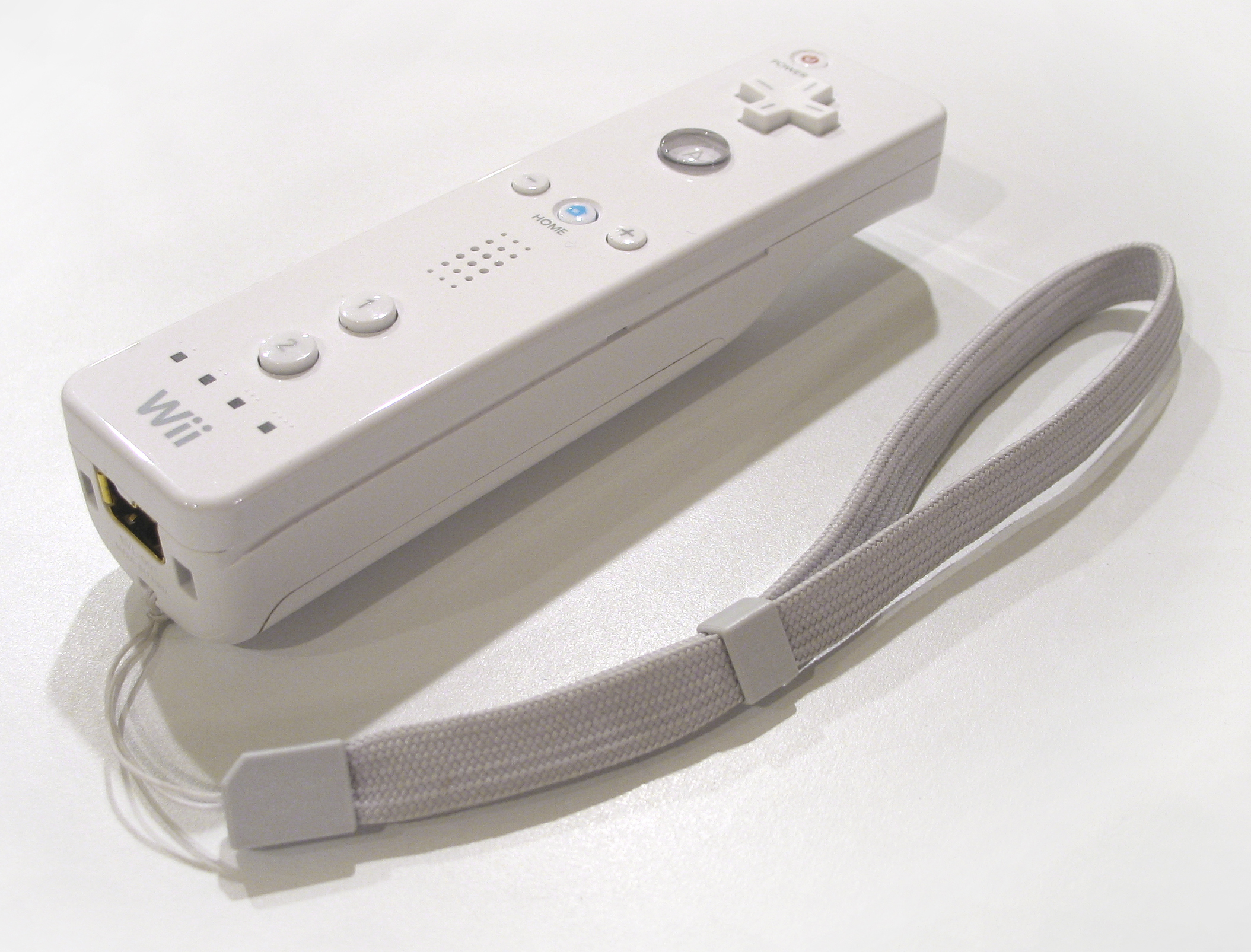
O Wii Remote.

### Jogos eletrônicos
Os consoles de videogames não costumavam utilizar controles sem fios até meados da década de 2000, principalmente devido à dificuldades operacionais de manter o transmissor infravermelho apontando para o console.
O primeiro controlador sem fios feito oficialmente foi o CX-42 para o Atari 2600, o CD-i série 400 vinha também com um controlador sem fio, houve também o WaveBird para o console Nintendo Gamecube, da empresa Nintendo. Com essa facilidade da fabricação, a atual geração de vídeogames tem sido destacada pelos seus controladores sem fios, que acabaram se tornando padrão na indústria.
Alguns controles sem fio, como o do PlayStation 3, usam Bluetooth. Outros, como o Xbox 360, usam protocolos sem fio proprietários.

### Militar
Controles remotos já tiveram uso militar, geralmente para manusear objetos suspeitos, assim como também usado como artefato explosivo improvisado.